# Paul-Louis Mercanton
Paul-Louis Mercanton (Lausanne, 11 mei 1876 - aldaar, 25 februari 1963) was een Zwitsers glacioloog en meteoroloog.

## Biografie
Paul-Louis Mercanton studeerde aan de Universiteit van Lausanne. Als glacioloog nam hij deel aan verschillende expedities, onder meer naar Spitsbergen in 1910, Groenland in 1912-1913 en Jan Mayen in 1921 en een tweede maal in 1929. Op Spitsbergen is het bergachtig gebied Mercantonfjellet naar hem genoemd.